# Temnothorax luteus
Temnothorax luteus is een mierensoort uit de onderfamilie van de Myrmicinae. De wetenschappelijke naam van de soort is voor het eerst geldig gepubliceerd in 1874 door Auguste Forel.